# Place du Marché (Strasbourg)
Pour les articles homonymes, voir Place du Marché.
La Place du Marché est une voirie de Strasbourg.

## Situation et accès
Cette place publique est située au centre du quartier du Neudorf à Strasbourg, au croisement entre la Route du Polygone et la Rue de Rathsamhausen. 

## Origine du nom
Elle porte ce nom car elle a et est utilisée régulièrement pour le marché.

## Historique
Elle fut un temps le lieu de la foire annuelle de Neudorf (le Messti).
Jusqu'en 2010, la place hébergeait un parking de 200 places ainsi qu'une petite partie arborée. Après avoir présenté plusieurs projets aux associations locales et habitants, l'adjoint au quartier Philippe Bies dévoile un projet supprimant la quasi-totalité du parking au profit d'une place piétonne, le tout pour un coût total de 2,5 millions d'euros. Le chantier débute en 2012 et s'achève fin 2013.

## Bâtiments remarquables et lieux de mémoire
À l'occasion du chantier de réaménagement, la municipalité commande une œuvre d'art sonore de Philippe Lepeut pour 93 000 euros ttc.

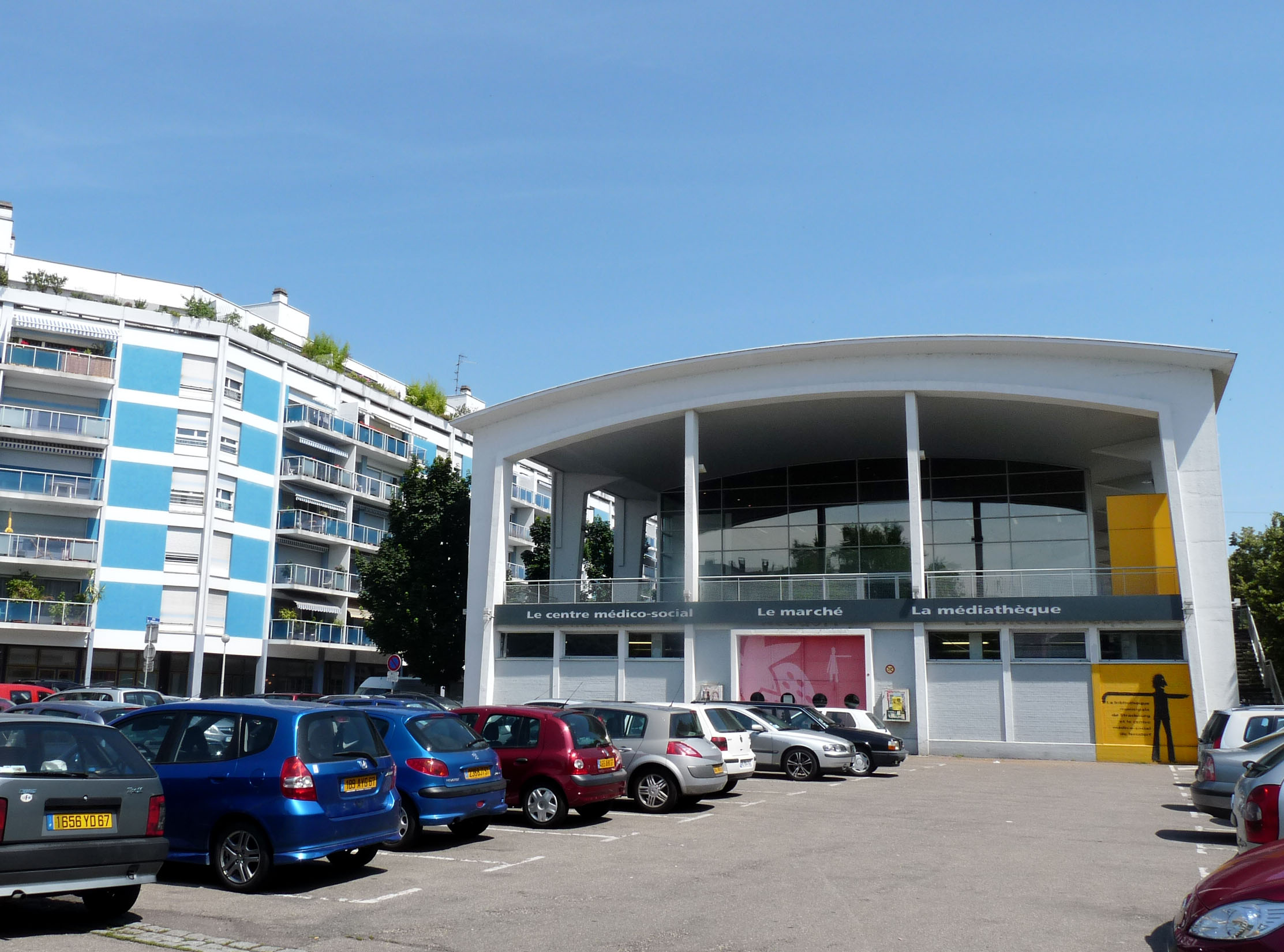
Vue de la place du marché en 2009
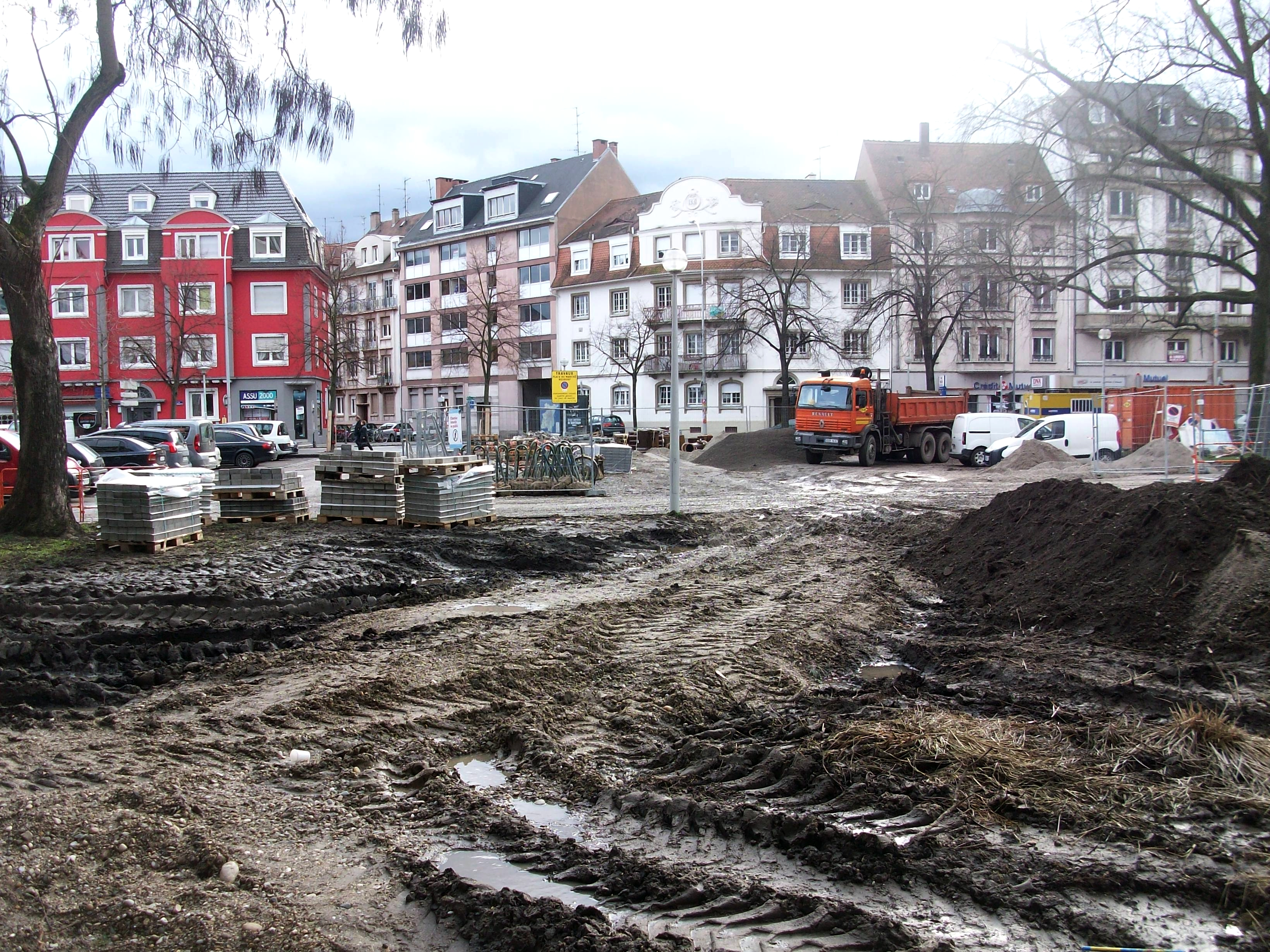
Vue du chantier en janvier 2013
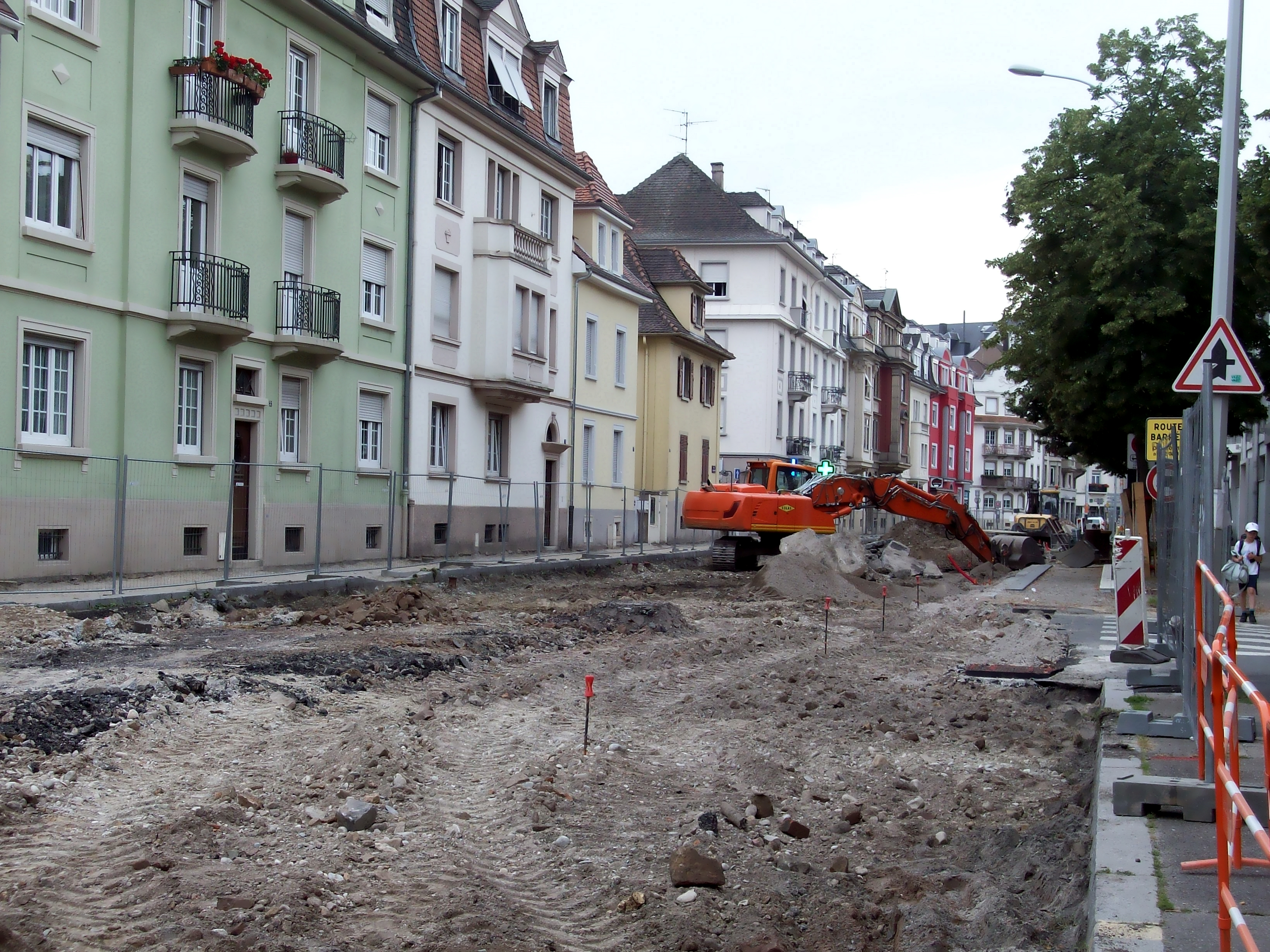
Évolution du chantier en juillet 2013
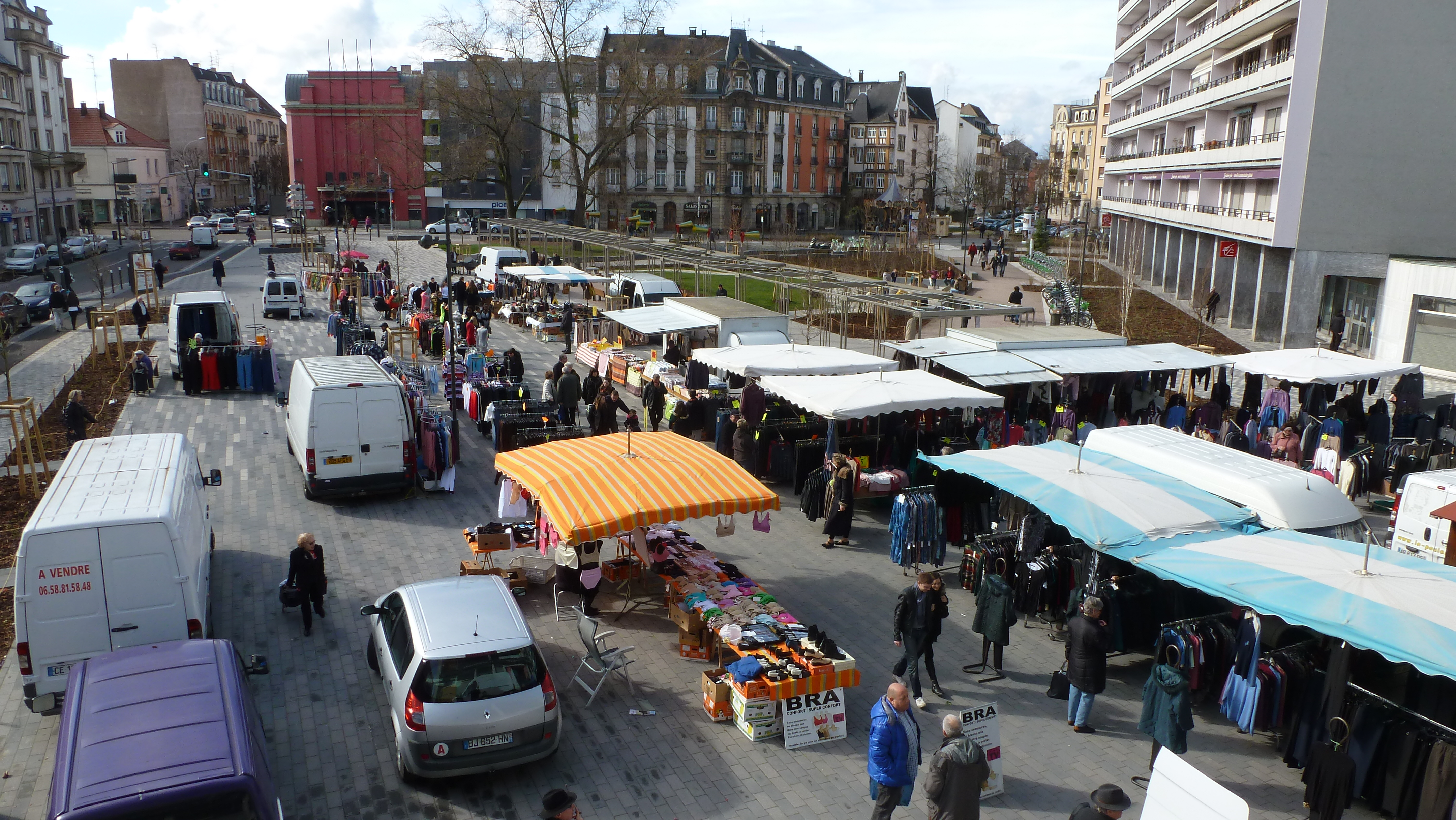
Place du marché en 2014
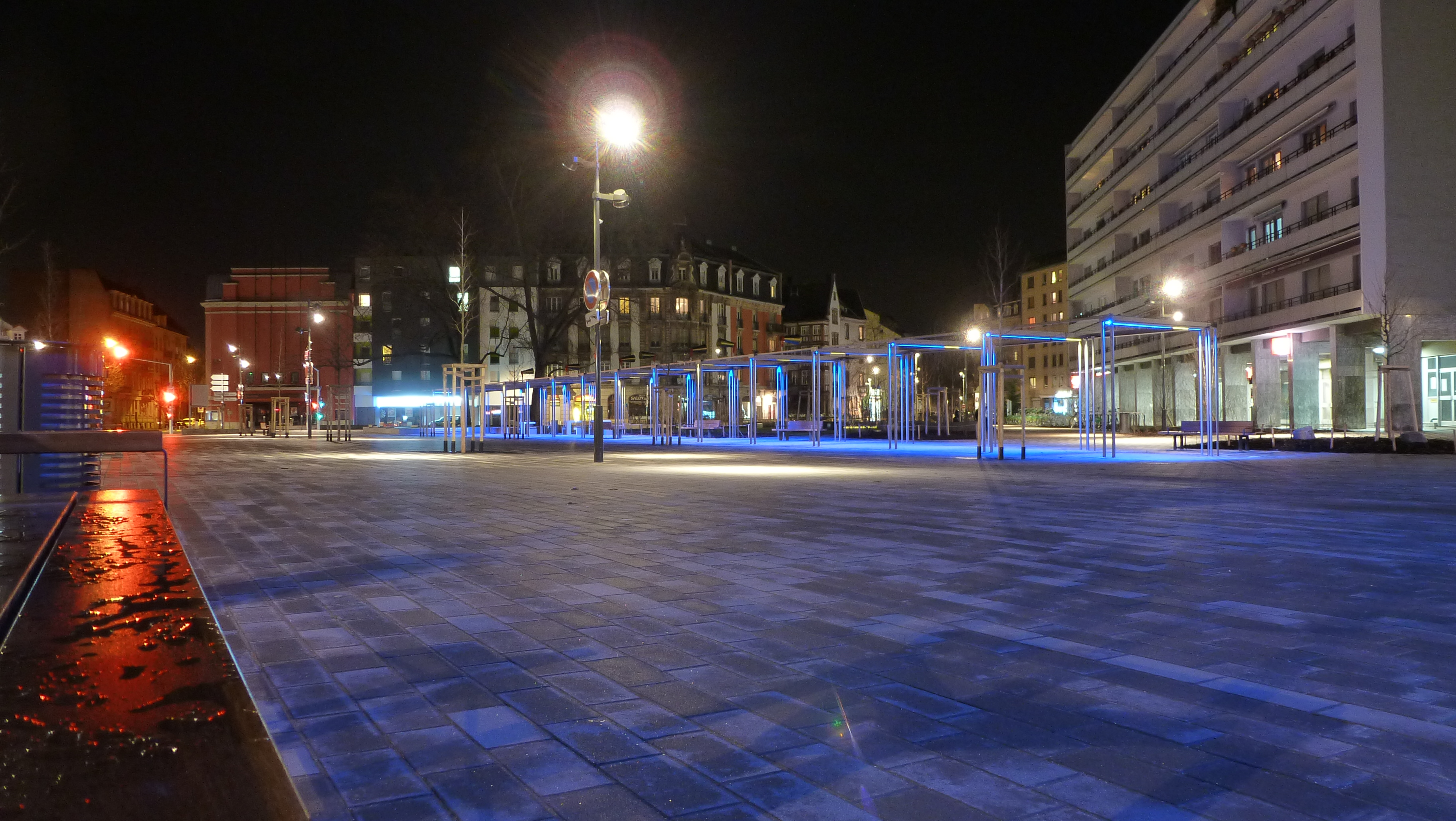
Vue nocturne en 2014